# Arbeitsuchende
Arbeitsuchende sind gemäß § 15 Satz 2 SGB III Personen, die nach einer Beschäftigung als Arbeitnehmer suchen. Arbeitsuchend können auch Personen sein, die bereits eine Beschäftigung oder eine selbständige Tätigkeit ausüben.

## Arbeitsförderungsrecht
Arbeitsuchende haben nach § 35 SGB III Anspruch darauf, dass ihnen die Bundesagentur für Arbeit dabei hilft, mit Arbeitgebern zur Begründung eines Beschäftigungsverhältnisses zusammenzukommen (Arbeitsvermittlung). Arbeitsuchende, die Dienstleistungen der Bundesagentur in Anspruch nehmen, müssen sich selbst aktiv um eine Stelle bemühen und den Vermittlungsbemühungen der Agentur für Arbeit zur Verfügung stehen (38 Abs. 3 Satz 2 SGB III).
Versicherungspflichtig beschäftigte Personen, deren Ausbildungs- oder Arbeitsverhältnis endet, müssen sich nach § 38 SGB III spätestens 3 Monate vor der Beendigung bei der Agentur für Arbeit arbeitssuchend melden. Erfahren sie erst später von der Beendigung, müssen sie sich innerhalb von drei Tagen nach Kenntnis des Beendigungszeitpunktes arbeitssuchend melden. Bei befristeten Arbeitsverhältnissen hat die Arbeitsuchendmeldung mindestens drei Monate vor Fristablauf zu erfolgen. Sinn der frühzeitigen Arbeitsuchendmeldung ist es, durch frühzeitige Aktivitäten des Arbeitsuchenden und der Arbeitsvermittlung möglichst eine nahtlose Vermittlung in ein anderes Arbeitsverhältnis zu ermöglichen, um so die Inanspruchnahme der Arbeitslosenversicherung zu vermeiden.
Der Arbeitgeber ist nach § 2 Absatz 2 Satz 2 Ziffer 3 SGB III verpflichtet, den Arbeitnehmer frühzeitig darüber zu informieren, dass er sich unverzüglich nach Kenntnis des Beendigungszeitpunktes des Arbeitsverhältnisses persönlich bei der Agentur für Arbeit melden muss. Kommt der Arbeitgeber dem nicht nach, kann das zu Schadensersatzforderungen des Arbeitnehmers Anlass geben.
Eine nicht rechtzeitige Arbeitsuchendmeldung hat seit dem 1. Januar 2006 eine einwöchige Sperrzeit beim Arbeitslosengeld zur Folge, es sei denn, dass es für die verspätete Meldung einen wichtigen Grund gab (§ 159 Abs. 6 SGB III).

## Rentenrecht
Zeiten, in denen eine Person wegen Arbeitslosigkeit bei einer deutschen Agentur für Arbeit als Arbeitsuchende gemeldet war, sind  nach § 58 Abs. 1 Nr. 3 SGB VI Anrechnungszeiten in der gesetzlichen Rentenversicherung.

## Steuerrecht
Für volljährige arbeitslose Kinder, die das 21. Lebensjahr noch nicht vollendet haben, kann noch der steuerrechtliche Kinderfreibetrag geltend gemacht werden, wenn das Kind bei einer Agentur für Arbeit im Inland als Arbeitsuchender gemeldet ist (§ 32 Abs. 6 in Verbindung mit Abs. 4 Nr. 1 EStG). Entsprechendes gilt für den Anspruch auf Kindergeld.